# Mihajlo Cvetković
Mihajlo Cvetković (in serbo Михајло Цветковић?; Niš, 10 gennaio 2007) è un calciatore serbo, attaccante dell'Anderlecht.

## Carriera

### Club
Cvetković è cresciuto nel settore giovanile del Čukarički, dove gioca dal 2020. Nel gennaio del 2022 ha firmato il suo primo contratto professionistico, che l'anno successivo lo ha esteso fino al 2026.
Ha debuttato in prima squadra il 4 settembre 2023 nell'incontro di Superliga pareggiato 2-2 contro lo Železničar Pančevo, dove ha trovato anche il suo primo gol.

### Nazionale
Ha giocato l'Europeo Under-17 2024 con la nazionale serba Under-17.
Il 29 ottobre 2024 viene convocato per la prima volta in nazionale maggiore.

## Statistiche

### Presenze e reti nei club
Statistiche aggiornate al 6 giugno 2024.
| Stagione        | Squadra         | Campionato      | Campionato | Campionato | Coppe nazionali | Coppe nazionali | Coppe nazionali | Coppe continentali | Coppe continentali | Coppe continentali | Altre coppe | Altre coppe | Altre coppe | Totale | Totale | Totale |
| Stagione        | Squadra         | Comp            | Pres       | Reti       | Comp            | Pres            | Reti            | Comp               | Pres               | Reti               | Comp        | Pres        | Reti        | Pres   | Reti   |        |
| --------------- | --------------- | --------------- | ---------- | ---------- | --------------- | --------------- | --------------- | ------------------ | ------------------ | ------------------ | ----------- | ----------- | ----------- | ------ | ------ | ------ |
| 2023-2024       | Čukarički       | SL              | 22         | 3          | CS              | 1               | 1               | UECL               | 5                  | 0                  |             | -           | -           | 28     | 4      |        |
| Totale carriera | Totale carriera | Totale carriera | 22         | 3          |                 | 1               | 1               |                    | 5                  | 0                  |             | -           | -           | 28     | 4      |        |

### Cronologia presenze e reti in nazionale
| Cronologia completa delle presenze e delle reti in nazionale ― Serbia | Cronologia completa delle presenze e delle reti in nazionale ― Serbia | Cronologia completa delle presenze e delle reti in nazionale ― Serbia | Cronologia completa delle presenze e delle reti in nazionale ― Serbia | Cronologia completa delle presenze e delle reti in nazionale ― Serbia | Cronologia completa delle presenze e delle reti in nazionale ― Serbia | Cronologia completa delle presenze e delle reti in nazionale ― Serbia | Cronologia completa delle presenze e delle reti in nazionale ― Serbia |
| Data                                                                  | Città                                                                 | In casa                                                               | Risultato                                                             | Ospiti                                                                | Competizione                                                          | Reti                                                                  | Note                                                                  |
| --------------------------------------------------------------------- | --------------------------------------------------------------------- | --------------------------------------------------------------------- | --------------------------------------------------------------------- | --------------------------------------------------------------------- | --------------------------------------------------------------------- | --------------------------------------------------------------------- | --------------------------------------------------------------------- |
| 20-3-2025                                                             | Vienna                                                                | Austria                                                               | 1 – 1                                                                 | Serbia                                                                | UEFA Nations League 2024-2025 - Play-out                              | -                                                                     | 86’                                                                   |
| Totale                                                                |                                                                       | Presenze                                                              | 1                                                                     |                                                                       | Reti                                                                  | 0                                                                     |                                                                       |